# Йото Кръстев
Йото Кръстев е български журналист и писател, член на ЦК на БКП.

## Биография
Роден е на 6 април 1937 г. в Луковит.
Следва в жп институт, а след това българска филология в Софийския университет. Секретар по идеологията на Окръжния комитет на БКП в Ловеч. Главен редактор на вестник „Народна младеж“. Завеждащ отдел „Средства за масова информация“ при ЦК на БКП.
Женен за Латинка Кръстева, учителка по български език и литература. Син на двамата е политологът Иван Кръстев.
Умира на 9 септември 2000 г. в автомобилна катастрофа, станала на главния път Плевен – София близо до местността Керемичака. При челния сблъсък с движеща се в неговото платно изпреварваща кола той загива на място.